# Svetozar Pudarić
Svetozar Pudarić (Sarajevo, 1953. – Sarajevo, 2020.), bosanskohercegovački političar srpskog podrijetla.

## Životopis
Svetozar Pudarić je rođen 1959. u Sarajevu. Studij arheologije završio je na Filozofskom fakultetu u Beogradu 1983. godine. Godine 1984. godine zapošljava se u Zavodu za zaštitu kulturno-povijesnog i prirodnog naslijeđa Bosne i Hercegovine. U Zavodu je radio do 1993. godine. 
Tijekom 1991. i 1992. je bio odbornik u Skupštini Grada Sarajeva, a potom član Ratnog predsjedništva Grada Sarajeva. Poslije rata u Bosni i Hercegovini radio je kao tajnik za informiranje u SDP-u BiH, te kao šef Ureda predsjednika Federacije BiH Karla Filipovića.
Na općim izborima 2002. godine izabran je za zastupnika u Skupštini Sarajevske županije te delegiran u Dom naroda Federacije BiH. Mandat u Skupštini Sarajevske županije osvojio je i 2006. godine, ali je ponovo delegiran u Dom naroda Parlamenta FBiH. Na općim izborima 2010. je izabran za zastupnika u Zastupničkom domu Parlamenta Federacije BiH, a u ožujku 2011. Parlament FBiH ga bira za potpredsjednika Federacije BiH iz reda srpskog naroda. Na toj dužnosti ostaje do 2015. godine.
Kada je postao potpredsjednik Federacije BiH, na Kazane se popeo na godišnjicu 2011. godine i tada najavio podizanje spomen-obilježja. Dio sredstava iz fonda kojim je raspolagao je 2012. godine prebacio Gradu za traženje idejnog rješenja spomen-obilježja, a s pravom se može reći ustanovio je i tradiciju polaganja cvijeća za žrtve.
Umro je u Sarajevo 9. ožujka 2020. godine. 

## Vanjske poveznice
- In memoriam: Svetozar Pudarić